# 2a Brigada de Guàrdies HVO
2. brigada de guàrdia (en croat: 2. gardijska brigada) fou una brigada mecanitzada del Consell de Defensa Croat (HVO) durant la guerra de Bòsnia, i després de la guerra a Bòsnia i Hercegovina.
La brigada va ser fundada el 13 desembre de 1993 per decisió de l'Estat Major de l'HVO, i hi van passar 5.000 Guàrdies. La seu de la brigada estava situada a la caserna Stanislav Baja Kraljević de Rodoč, un suburbi del sud de la ciutat de Mostar.

## Història
La brigada va ser desplegada en molts fronts cap al sud, camp de batalla de Dubrovnik fins a Manjaca, alhora que va alliberar moltes ciutats (Kupres, Glamoč, Mrkonjić Grad, Jajce, Šipovo i mes) i com a tal tenia fama de ser una de les unitats més famoses i millors equipades del Consell de Defensa Croat, i fins a 163 membres d'aquesta brigada van perdre la vida mentre hi lluitaven. La capella de Sant Joan Baptista, patró de la brigada, que es troba a l'interior de l'esmentada caserna, és també un monument als defensors caiguts, a les parets hi ha plaques amb els noms i imatges dels guàrdies caiguts.

### Postguerra
El 2001, 2a brigada juntament amb altres unitats d'ètnia croata de l'Exèrcit de la Federació de Bòsnia i Hercegovina (VFBiH) donen suport a l'autogovern croat. L'Assemblea Nacional de Croàcia demanà als oficials i soldats del component croat del VFBiH que s'autodissolguin. La majoria d'oficials i soldats van complir voluntàriament aquesta crida i la caserna de l'HVO va quedar buida.

## Estructura
La 2a Brigada de Guàrdies de l'HVO comptà amb 3 batallons;
- 1r Batalló (1. bojna)
- 2n Batalló (2. bojna)
- 3r Batalló (3. bojna)

Tot i que també disposà d'una unitat especial anomenada Unitat d'Usos Especials "Raven 2" (en croat: Postrojba posebne namjene Gavran 2).